# Korey Dropkin
Korey Dropkin (Boston, 11 de junio de 1995) es un deportista estadounidense que compite en curling.
Ganó una medalla de oro en el Campeonato Mundial de Curling Mixto Doble de 2023 y una medalla de bronce en el Campeonato Pan Continental de Curling Masculino de 2022.

## Palmarés internacional
| Campeonato Mundial Mixto Doble | Campeonato Mundial Mixto Doble | Campeonato Mundial Mixto Doble | Campeonato Mundial Mixto Doble |
| Año                            | Lugar                          | Medalla                        | Prueba                         |
| ------------------------------ | ------------------------------ | ------------------------------ | ------------------------------ |
| 2023                           | Gangneung (Corea del Sur)      | Medalla de oro                 | Mixto doble                    |
| Campeonato Pan Continental     |                                |                                |                                |
| Año                            | Lugar                          | Medalla                        | Prueba                         |
| 2022                           | Calgary (Canadá)               | Medalla de bronce              | Equipo                         |